# Jean-Thierry Boisseau
Pour les articles homonymes, voir Boisseau (homonymie).
Jean-Thierry Boisseau, né en 1949 est un compositeur, auteur et poète français

## Biographie
Jean-Thierry Boisseau est né dans un milieu musical favorisé, puisqu’il est le fils du facteur d'orgue Robert Boisseau. Élève de Jean-Albert Villard, organiste de la Cathédrale Saint-Pierre de Poitiers, il a auprès de lui acquis une solide pratique de l’harmonie et un goût du contrepoint dont on notera l’importance à l’écoute de ses œuvres ; il tient aussi de ce premier maître un goût de l’improvisation dont il ne s’est jamais départi. Sa rencontre avec Antoine Tisné a été elle aussi décisive. C'est en effet à son contact qu’il a trouvé ou plutôt confirmé ses choix esthétiques et formalisé ses procédures compositionnelles.
La musique de Jean-Thierry Boisseau est fortement contrapuntique; elle utilise certes un vocabulaire tonal mais dans le but de le détourner en permanence et de le sortir des conventions. Jean-Thierry Boisseau explore par ailleurs les musiques du monde et les intègre dans un discours musical fortement structuré. Il privilégie les rencontres avec les musiciens étrangers. C’est ainsi qu’il a été amené à composer pour le saxophoniste américain Paul Wehage, la pianiste japonaise Moyuru Maeda, la soprano américaine Sheila Harris-Jackson et l'organiste Carson Cooman.

## Œuvres notables
- Acrostiche sur le nom de CAGE, Sinfonietta pour orchestre à cordes ;
- Arlequin pour saxophone soprano et piano ;
- Barbe Bleue, pour flûte ou trompette en ut et piano ;
- C*3, pour trompette et orgue ;
- Cantate It Was the Best of Times, pour chœur SATB, percussion et orgue (texte en anglais de Charles Dickens)
- Canzone pour hautbois et clavecin ;
- La Châtelaine, encore..., pour flûte et harpe ;
- Cinq Épisodes, pour quatuor à cordes ;
- Clair-Obscur, pour cor en fa solo
- Le Clown qui ne faisait plus rire pour chœur d'enfants, percussion cuivres, saxophone alto, piano et récitant (texte de J.Th.Boisseau) ;
- La Complainte du Roi Renaud, pour voix moyenne, saxophone alto et piano ;
- Concerto, pour orgue, percussion et orchestre à cordes ;
- Dialogues sur les pleins jeux, pour orgue ;
- Enfances, cinq mélodies pour voix de soprano et piano (textes en français de Sapho, Bénédicte Holley et Maurice Rollinat) ;
- Epanalepse, pour quatre cors et orgue ;
- L'Escalier de la Reine, opéra d'église, sur les dernières heures de Marie-Antoinette (livret de Jean-Pierre Nortel) ;
- Fantaisie de concert, pour orchestre d'harmonie ;
- Hylé, pour flûte, clarinette, violoncelle et piano ;
- Incantation I sur Ave Maris Stella, pour voix de soprano, saxophone alto et orgue ;
- Introduction et Passacaille, pour quintette à vent ;
- Janus, sept petits préludes pour piano ;
- Koré, pour harpe ;
- Le Jardin des Délices pour dixtuor : flûte, hautbois, clarinette, basson, cor, violon I, violon II, alto, violoncelle et contrebasse ;
- Let Nothing Ever Grieve You, pour chœur SATB et orgue (texte de Paul Fleming, traduit en anglais de l'allemand par Carson Cooman) ;
- Litanie, pour guitare ;
- Luftzug, pour orgue positif sans pédale ;
- Mana, pour piano ;
- Mané-Thécel-Pharès, pour flûte, clarinette, basson et continuo (orgue ou clavecin) ;
- Missa Brevissima, pour chœur féminin ou mixte
- Nocturne: in memoriam Antoine Tisné, pour saxophone soprano solo ;
- Paganini's At It Again!!, pour sextuor de clarinettes ou saxophones ;
- Petite Suite, pour piano ;
- Petite Suite Liturgique, pour orgue ;
- Procession and Mascarade, pour Piano ;
- Rhapsodie Concertante, pour deux pianos ;
- Récit, pour hautbois et piano ;
- Saarana, pour orgue ;
- Slaba-Lotja, pour accordéon ;
- Sonatine: « Un Américain à Tokyo », pour saxophone soprano et piano ;
- Statuaire, pour trompette et orgue ;
- Suite Transcaucasienne, pour saxophone alto ou clarinette solo ;
- S.W.E.N., pour orgue positif ;
- Tango Stretto, pour quatuor de saxophones SATB ;
- Toccata, pour clavecin ;
- Le Tombeau de Madame Tailleferre, pour trois pianos ;
- Le Trésor du Lagon Lointain, pour chœur d'enfants, percussion et piano ;
- Trois Mélodies Traditionnelles Japonaises, pour voix moyenne, saxophone alto et piano
- Le Vent peut-être..., pour quintette de cuivres ;
- The Way It Was Before, pour harpe.

## Œuvres d'autres compositeurs sur des textes de Jean-Thierry Boisseau
- Véronique Blanc, Cinq Chansons pour Chœur d'Enfants ;
- Paul Wehage, Questions Personnelles, pour voix moyenne et piano.

## Pour approfondir